# Rifle Brigade (The Prince Consort's Own)
A Rifle Brigade (Prince Consort’s Own) (geralmente chamado simplesmente de "Green Jackets") foi um "regimento de rifle" da infantaria do Exército Britânico que esteve em ação desde a sua criação em janeiro de 1800 até fevereiro de 2007 sob várias designações.
Técnicamente, a Rifle Brigade foi um regimento de infantaria ligeira do Exército Britânico que existiu de 1816 a 1958. Surgiu do regimento "95º Rifles" fundado em 1802 e lutou na Guerra da Crimeia, em várias guerras coloniais britânicas do final do século XIX, na Primeira e na Segunda Guerras Mundiais. Recebeu o sufixo "Prince Consort’s Own" em 1862 de seu Coronel de Honra de 1852, Príncipe Consorte Albert.

## Visão geral

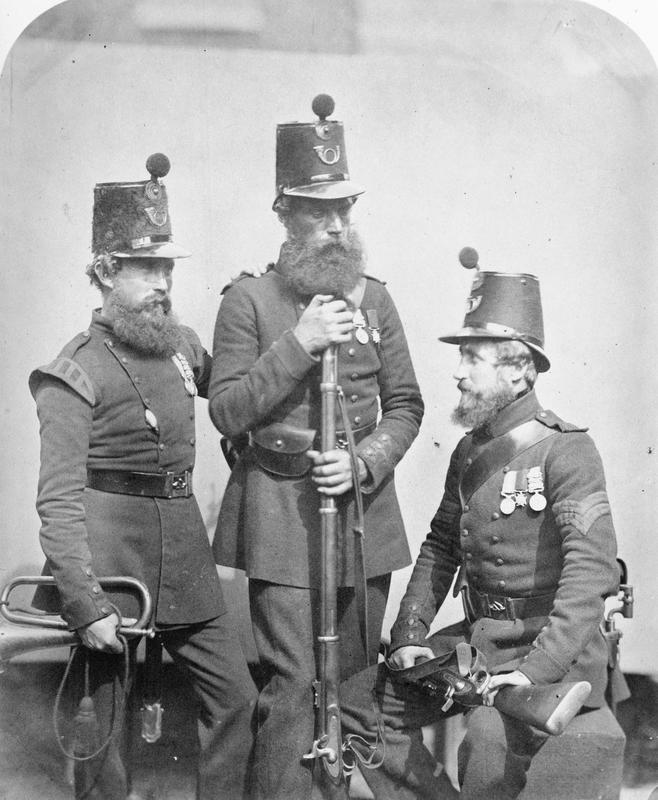
Membros da Rifle Brigade equipados, no período da Guerra da Crimeia (1854-56).

A Rifle Brigade foi formada em janeiro de 1800 como o "Experimental Corps of Riflemen" com o objetivo de prover "Sharpshooters", batedores e escaramuçadores. Ele foi logo renomeado para "Rifle Corps". Em janeiro de 1803, eles se tornaram um regimento regular estabelecido e foram intitulados "95th (Rifle) Regiment of Foot".
No final das Guerras Napoleônicas, eles foram novamente renomeados, em fevereiro de 1816, desta vez simplesmente como "Rifle Brigade".
A "Rifle Brigade" recebeu o sufixo "Prince Consort’s Own" em 1862, após a morte (em dezembro de 1861) de seu Coronel de Honra desde 1852, o Príncipe Consorte Albert.
A liderança de oficiais ilustres como Henri Bouquet, Francis de Rottenburg, Coote Manningham e Sir John Moore gerou uma sucessão de ideias avançadas que mais tarde foram adotadas como ideais pelo restante do Exército: táticas de formação aberta e mobilidade no lugar de exercícios rígidos e movimentos predefinidos, camuflagem e ocultação no lugar de fileiras rigidamente formadas dos "Red Coats", pontaria individual no lugar do fogo de mosquete em massa e inteligência e autoconfiança no lugar de obediência rígida instilada pelo medo de punição brutal. A Campanha Peninsular foi onde essas novas habilidades e táticas de soldado profissional alcançaram grande sucesso operacional pela primeira vez, e onde os Jaquetas Verdes fizeram seu nome.
O 5º Batalhão do 60º, descendente do Regimento Real Americano, foi o primeiro regimento de infantaria britânico a se vestir de verde e o Corpo de Fuzileiros adotou uniforme semelhante desde sua fundação. O propósito era prático e simbólico, representando a primeira camuflagem exigida para as novas táticas de formação aberta e para o papel tanto de escaramuçadores quanto de atiradores de elite, bem como uma ruptura com os rígidos métodos mecânicos das tropas de "Red Coats".
Além disso, os "Green Jackets" foram equipados com o rifle Baker, que foi o primeiro rifle de fabricação britânica aceito pelo Exército no lugar dos mosquetes de cano liso; o 95º foi o primeiro corpo de infantaria regular do Exército Britânico a estar assim armado.
Eles prestaram serviços de destaque tanto na Primeira quanto na Segunda Guerra Mundial.
No pós-guerra, em 1958, o regimento fazia parte da "Green Jackets Brigade" como o "3rd Green Jackets" e foi unificado com o "1st Green Jackets (43rd and 52nd)" e o 2nd Green Jackets (King's Royal Rifle Corps) para formar os "Royal Green Jackets" em 1 de janeiro de 1966. As evoluções se sucederam até que em 1 de fevereiro de 2007, foram todos unificados criando o "The Rifles".

## Histórico

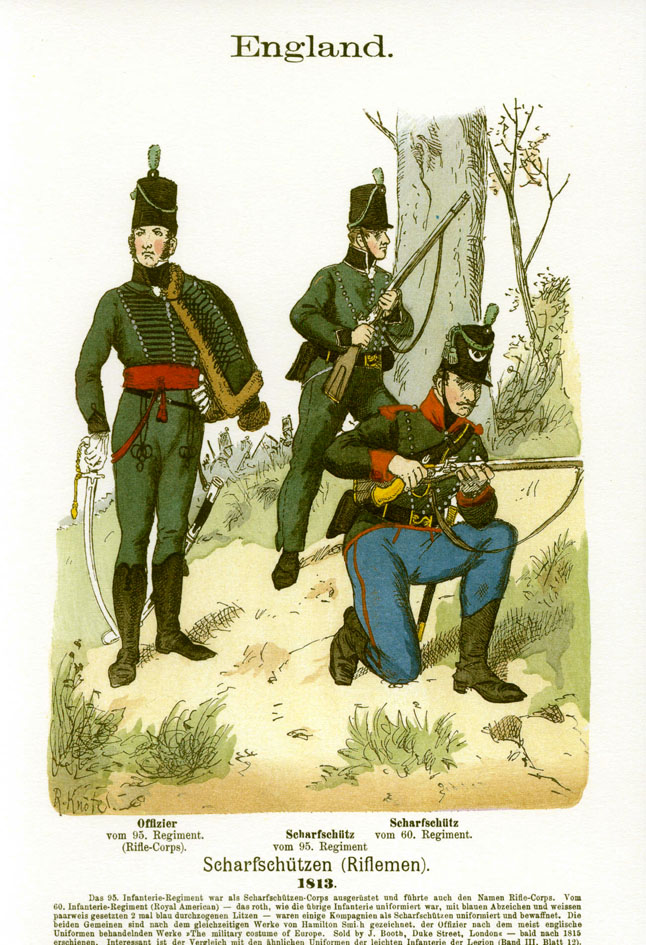
Ilustração de 1890, retratando os uniformes do pessoal da Rifle Brigade em 1813 (diferentes patentes).

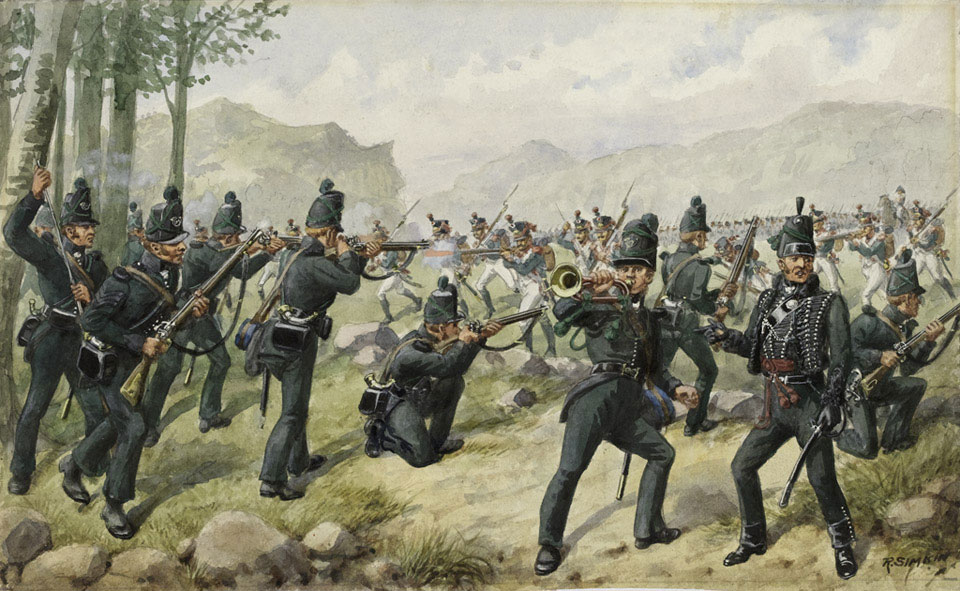
Ilustração do pessoal da Rifle Brigade em ação na Batalha dos Pireneus (1813).

### Formação
Em 1800, o "Experimental Corps of Riflemen" foi criado pelo Coronel Coote Manningham e pelo Tenente-Coronel Exmo. William Stewart, formado por oficiais e outras patentes de vários regimentos britânicos. O Corpo de exército diferia em vários aspectos da infantaria de linha do Exército britânico e, mais significativamente, estava armado com o formidável rifle Baker. O rifle era notavelmente preciso em uma época em que era geralmente considerado impraticável para soldados individuais mirar em alvos específicos. Os fuzileiros usavam jaquetas verde-escuras em vez dos casacos vermelhos brilhantes dos regimentos de infantaria de linha britânicos da época, pantalonas justas em vez de calções, faixas pretas em vez de branco e uma pluma verde em seus "shakos" estilo "chaminé".

### Como o "Rifle Corps"
Quatro meses após sua formação, o "Rifle Corps" foi considerado pronto para sua primeira operação. Em 25 de agosto de 1800, três companhias, sob o comando do tenente-coronel William Stewart, lideraram um desembarque anfíbio britânico em Ferrol, Espanha, onde os "Rifles" ajudaram a desalojar os defensores espanhóis nas alturas. Apesar disso, a expedição foi derrotada e retirou-se em 26 de agosto de 1800. Em abril de 1801, uma companhia do "Experimental Corps of Riflemen", sob o comando do Capitão Sidney Beckwith, participou da vitória britânica na Batalha de Copenhague, como atiradores a bordo de navios da Marinha Real que estavam sob o comando geral do Vice-Almirante Horatio Nelson. Durante a batalha, o "Rifle Corps" sofreu um tenente morto, seu primeiro oficial também e dois de outras patentes foram mortos e seis feridos, alguns dos quais morreram mais tarde.

### Como o "95th Regiment"
Em 1802, o "Rifle Corps" foi trazido para a linha de frente do Exército Britânico como o "95th Regiment of Foot". Em 1803, o 95º mudou-se para Shorncliffe Army Camp, Kent, onde passou por treinamento de infantaria leve, junto com o 43º e 52º "Regiments of Foot", sob a tutela do Coronel Coote-Manningham e Sir John Moore; este último, como o 95º, ganharia fama durante a Guerra Peninsular. Em 1805, um 2º Batalhão foi formado em Canterbury, Kent, e mais tarde naquele ano o 1º/95º foi destacado para a Alemanha como parte de uma expedição britânica, sob o comando de Lord Cathcart, destinada a libertar Hanôver da ocupação pela França. O 95º posteriormente formou a guarda avançada a caminho de Bremen. Em fevereiro de 1806, o 95º formou a retaguarda para a retirada para Cuxhaven e posteriormente voltou para casa no Reino Unido.

#### Expedição à América do Sul

Bandeira do "95th Rifle Regiment"
ou "Saint Helena regiment".

Em outubro de 1806, cinco companhias do 1º/95º e três companhias do 2º/95º partiram para a América do Sul, controlada pelos espanhóis, sendo então a Espanha aliada da França. Fazia parte de uma segunda força de invasão projetada como reforço para a primeira invasão contra Buenos Aires, lançada no início de 1806 por Sir Home Popham sem o conhecimento do governo.
O 2º/95º, como parte da força do Brigadeiro-General Sir Samuel Auchmuty, participou do cerco e posterior assalto a Montevidéu, onde hoje é o Uruguai, e que viu Montevidéu ser capturado em 3 de fevereiro de 1807, após limpar os arredores das tropas espanholas em janeiro. O 95º subseqüentemente entrou em ação em Colônia do Sacramento contra uma força espanhola que cruzou de Buenos Aires; os "Rifles" seguraram a força até que ela pudesse ser repelida, com o 95º recebendo muitos elogios de Auchmuty por sua participação na derrota da força espanhola. O 95º subseqüentemente entrou em ação em junho em San Pedro onde eles, o 40º e as companhias leves, lutaram contra as forças espanholas que cruzaram de Buenos Aires e os derrotaram.
O tenente-general John Whitelocke, o comandante geral recém-chegado, posteriormente lançou um ataque mal aconselhado e mal administrado a Buenos Aires no qual as companhias de ambos os batalhões do 95º estavam envolvidas como parte da Brigada Ligeira, comandada por Robert Craufurd. Durante o assalto a Buenos Aires em 5 de julho, o 95º e o resto da força britânica sofreram pesadas baixas na dura luta pela captura da cidade. A Brigada Ligeira sofreu tanto que teve que se refugiar em uma igreja e se rendeu logo em seguida. Whitelocke finalmente rendeu sua força. Depois que Whitelocke negociou a retirada das forças britânicas, os homens foram libertados e voltaram para casa no final daquele ano. O 95º iria lutar por quase toda a Guerra Peninsular na Espanha. No rescaldo da desastrosa expedição, Popham e Whitelocke foram submetidos à corte marcial, com Popham repreendido e Whitelocke demitido do Exército.

#### O Báltico (1807–1808)
As demais companhias do 95º estiveram envolvidas na expedição à Dinamarca naquele ano. Eles participaram da Segunda Batalha de Copenhague em 1807 como parte da brigada de Arthur Wellesley. A expedição, comandada por Lord Cathcart, tinha como objetivo capturar a Frota Dinamarquesa para evitar que caísse nas mãos da França. A expedição provou ser um sucesso absoluto com a captura da Frota Dinamarquesa, momento em que os britânicos se retiraram. Em 1808, o 1º/95º participou de uma expedição a outro país escandinavo, a Suécia, uma expedição que foi comandada por Sir John Moore e projetada para ajudar a Suécia durante a guerra com a Rússia. No entanto, assim que chegaram a Gotemburgo em maio, as tropas permaneceram a bordo dos navios ancorados por dois meses devido a um mal-entendido entre os governos britânico e sueco e retornaram à Grã-Bretanha.

#### Guerra Peninsular

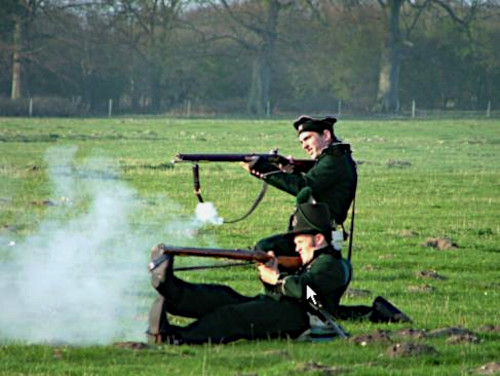
Atores de recriação histórica em várias situações de tiro encarnando membros do "2nd/95th Rifle Regiment".

Em Agosto de 1808 o 2º/95º fez parte das forças imediatas enviadas na expedição portuguesa inicialmente comandada por Sir Arthur Wellesley e cobriu os desembarques na Baía do Mondego (Figueira da Foz). Em 15 de agosto tiveram a honra de disparar os primeiros tiros da Guerra Peninsular durante uma escaramuça em Óbidos contra os franceses, mas infelizmente também sofreram a morte do primeiro oficial britânico na guerra, o tenente Ralph Bunbury. O 95º, integrando a 6ª Brigada que incluía os fuzileiros 5º/60º a Pé, participou na Batalha da Roliça, a primeira batalha campal da guerra, a 17 de Agosto de 1808. O rifleman Thomas Plunket do 1º Batalhão, 95º Rifles, atirou no general francês Auguste François-Marie de Colbert-Chabanais a uma distância de até 800 jardas (730 m) na Batalha de Cacabelos em 3 de janeiro de 1809.
O 1º batalhão fez parte da campanha de John Moore, que terminou com a evacuação após a Batalha da Corunha em 16 de janeiro de 1809. A maioria do 1º batalhão foi descansado e reabilitado no Reino Unido, embora alguns pequenos destacamentos do 95º tenham ficado encalhados, os quais então se formaram com outros destacamentos como parte de uma força de defesa (1º Batalhão de destacamentos) em Portugal. O 1º voltou à península alguns meses depois, em maio de 1809 e em julho foi forçado a marchar na tentativa de chegar com a força principal para a Batalha de Talavera, mas apesar de percorrer uma distância notável chegaram em 29 de julho de 1809, logo após a batalha.
Após o esgotamento sofrido na Corunha, os dois batalhões do 95º com base em Hythe, em Kent, tinham uma força de 1.000 homens cada. No entanto, tantos voluntários se apresentaram para ingressar no regimento que foi concedida permissão para formar um terceiro batalhão em 1809.

O regimento já havia se tornado tão famoso e popular, que não só as carências foram preenchidas em muito pouco tempo, mas mais de mil voluntários se apresentaram além do número exigido. Portanto, foi decidido pelas autoridades adicionar um 3º Batalhão ao regimento.
— Sir William Cope

O terceiro batalhão juntou-se ao Exército Peninsular em 1810. Posteriormente, os três batalhões do 95º lutaram em numerosas batalhas e escaramuças importantes durante a Guerra Peninsular como parte da Divisão Ligeira de elite, incluindo a Batalha do Buçaco em setembro de 1810 e os cercos de Ciudad Rodrigo em janeiro de 1812 e Badajoz e março de 1812, bem como a Batalha de Vitória em junho de 1813. Na Batalha de San Marcial em agosto de 1813, uma companhia do 95º Rifles sob o comando do Capitão Daniel Cadoux deteve uma divisão francesa inteira em Vera antes de se retirar. O regimento também participou da Batalha de Nivelle em novembro de 1813.

#### Campanha de Waterloo

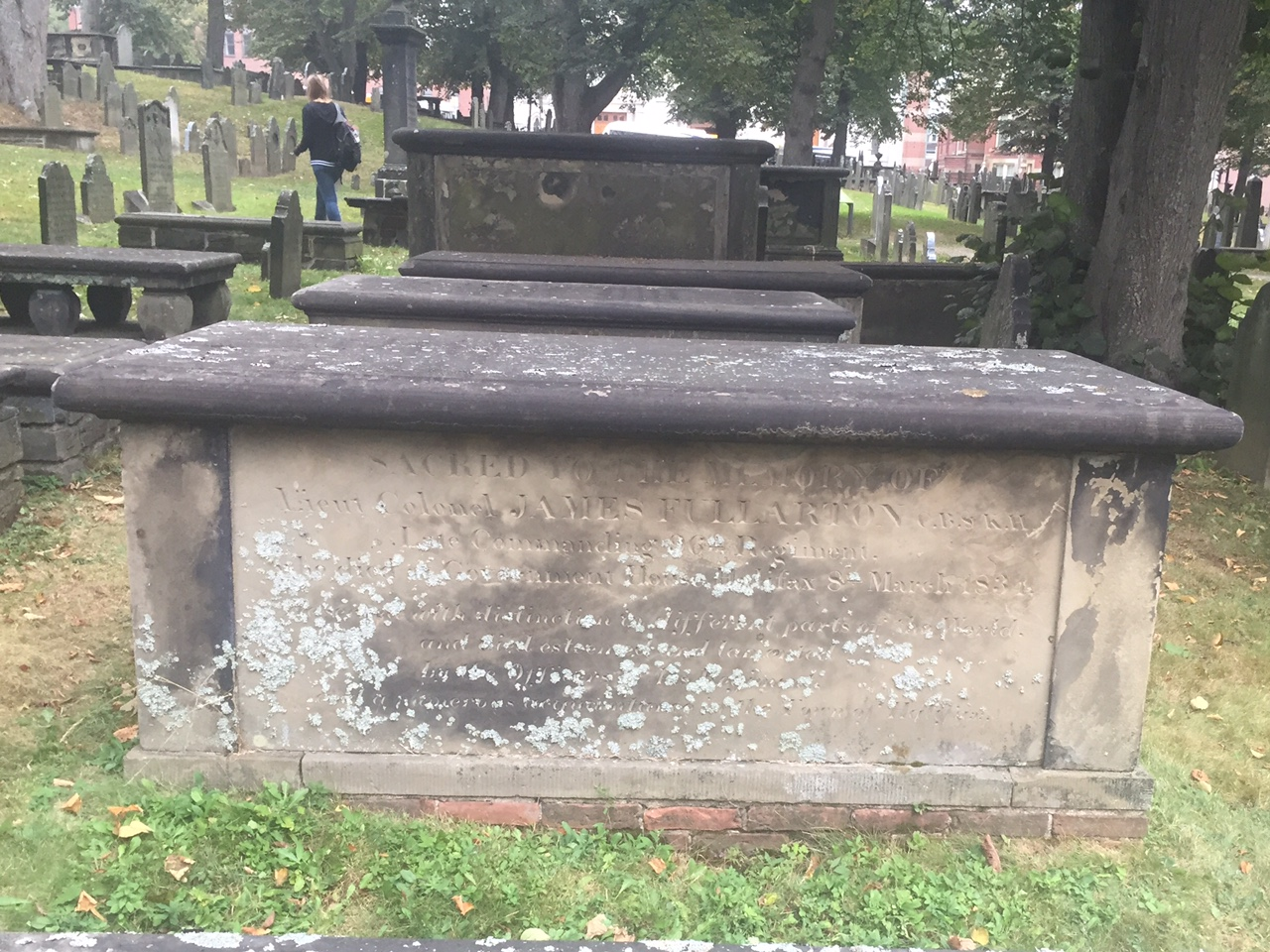
Túmulo do Tenente-coronel James Fullarton, 3º Batalhão, 95º Regimento, no "Old Burying Ground" (em Halifax, Nova Escócia).

Os três batalhões foram dispersos para vários locais com a abdicação de Napoleão e a derrota francesa total em 1814. A maioria das companhias do regimento foi enviada de volta à Inglaterra para descanso e reaparelhamento, enquanto várias companhias foram retidas no nordeste da França em Leuze, Aisne sob o general Thomas Graham. Cinco companhias do 3º batalhão estavam na América do Norte, tendo sido enviadas no final de 1814 para participar dos estágios finais da Guerra de 1812.
Com o retorno de Napoleão do exílio, todas as companhias da Inglaterra cruzaram o canal e desembarcaram na Bélgica em maio de 1815, juntando-se às já presentes, de forma que todo o regimento, exceto as cinco companhias ainda na América, passou a fazer parte do "Wellington's Anglo-Dutch army". O primeiro batalhão lutou na Batalha de Quatre Bras em 16 de junho de 1815, enquanto os três batalhões lutariam na Batalha de Waterloo em 18 de junho de 1815.

### Como a "Rifle Brigade"
No final das Guerras Napoleônicas, o tamanho do Exército Britânico foi reduzido; de acordo com o precedente, os regimentos formados mais recentemente foram dissolvidos primeiro. As habilidades únicas do 95º foram consideradas valiosas demais para serem perdidas, então o 95º, tendo visto serviço distinto nas Guerras Napoleônicas, foi retirado da linha do Exército Britânico e se tornou a "Rifle Brigade" em 23 de fevereiro de 1816 (o número foi reatribuído oito anos depois, para o regimento de condado recém-formado do "95th (Derbyshire) Regiment of Foot". O Duque de Wellington tornou-se coronel-chefe do regimento em 1820 e serviu até sua morte.

#### Campanhas do final do século XIX

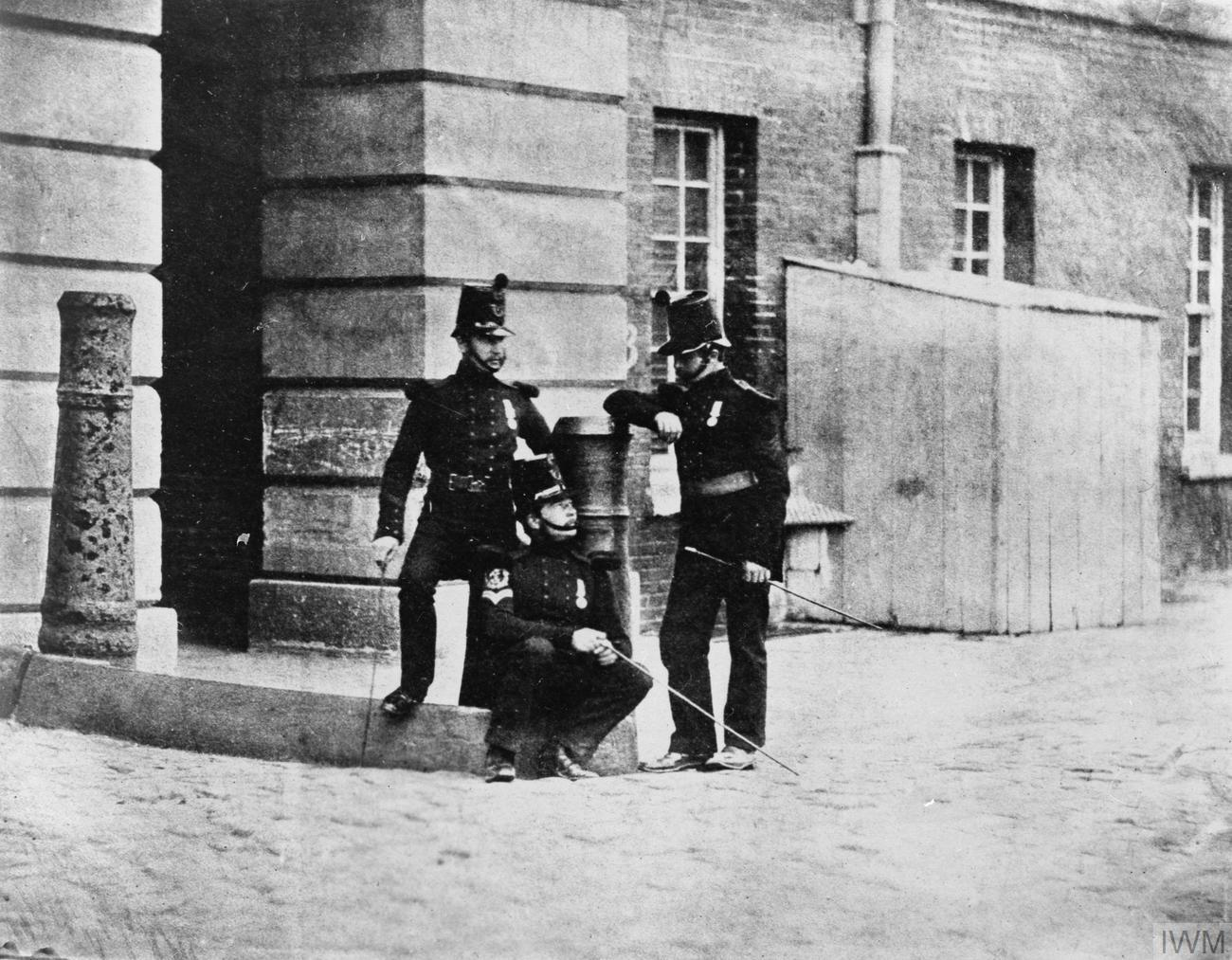
Três membros da "Rifle Brigade" do 3º Batalhão, que lutaram na Guerra da Crimeia: Soldado John Sitcombs, Sargento A. Holdaway e Sargento J. Johnson.

Em 1852, Sua Alteza Real o Príncipe Albert, o Príncipe Consorte assumiu o papel de coronel-chefe. Quando a Guerra da Crimeia estourou em 1853, a "Rifle Brigade" enviou dois batalhões que lutaram na Batalha de Alma, onde um dos batalhões liderou o avanço através do rio Alma em setembro de 1854. O regimento também entrou em ação na Batalha de Inkerman em novembro 1854 e no Cerco de Sebastopol no inverno de 1854. Oito membros do regimento foram condecorados com a "Victoria Cross" durante a Guerra da Crimeia. O regimento foi enviado novamente como parte da Rebelião Indiana e entrou em ação no Cerco de Lucknow no outono de 1857. Foi concedido o título de "The Prince Consort's Own Rifle Brigade" em homenagem a seu coronel-chefe em 17 de janeiro de 1862.
Em 1866, o Soldado Timothy O'Hea do 1º Batalhão foi condecorado com a "Victoria Cross" por um ato de bravura em tempo de paz, enquanto sua unidade estava estacionada na Província do Canadá. Em 9 de junho de 1866, em Danville, Canada East, na principal ferrovia entre Montreal e Quebec City, um incêndio irrompeu em um carro contendo 2.000 libras (910 kg) de munição. Apesar do perigo extremo, O'Hea encarregou-se de extinguir o incêndio e salvou muitas vidas.
O regimento também participou da Batalha de Ali Masjid em novembro de 1878 durante a Segunda Guerra Anglo-Afegã, a expedição Mahsud Waziri em 1881, a Terceira Guerra Anglo-Birmanesa em 1885, a Quarta Guerra Anglo-Ashanti em 1895 e a Guerra Mahdista em 1898.
O 1º e o 2º Batalhões foram enviados para a África do Sul em 1899, no início da Segunda Guerra dos Bôeres (1899–1902). O 1º Batalhão entrou em ação na Batalha de Colenso em dezembro de 1899 e na Batalha de Vaal Krantz em fevereiro de 1900. O 2º Batalhão participou do Cerco de Ladysmith no final de 1899 e início de 1900. Ambos os batalhões permaneceram na África do Sul até o final da guerra. 367 oficiais e homens do 1º batalhão deixaram a Cidade do Cabo no "SS Orissa", que chegou a Southampton no final de outubro de 1902, quando o batalhão estava estacionado em Portsmouth. 990 oficiais e homens do 2º batalhão deixaram Porto Natal no "SS Malta" em setembro de 1902 para um novo posto no Egito. O 5º, Batalhão de Milícia, foi incorporado em 1900 e serviu na África do Sul até que 700 homens do batalhão voltassem para casa no "SS Avondale Castle" em setembro de 1902.
Em 1908, os "Voluntários" e a "Milícia" foram reorganizados nacionalmente, com o primeiro se tornando a "Territorial Force" e o último a "Special Reserve"; o regimento agora tinha três "Reservas", mas nenhum batalhão "Territorial".

#### Primeira Guerra Mundial

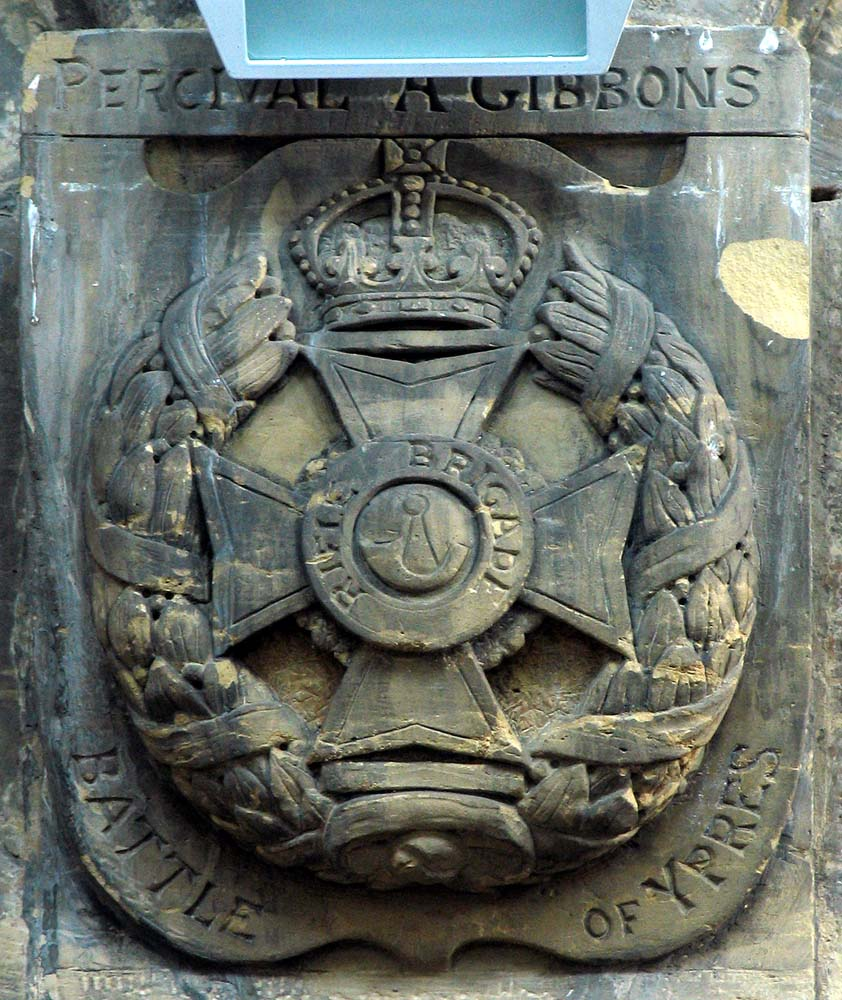
Memorial com a insígnia da "Rifle Brigade", na igreja de São Lucas em Ilford, Londres, homenagem a Percival Gibbons, morto na Segunda Batalha de Ypres.

##### Exército regular
O 1º Batalhão desembarcou em Le Havre como parte da 11ª Brigada da 4ª Divisão em agosto de 1914 para servir na Frente Ocidental. O batalhão entrou em ação na Primeira Batalha do Marne em setembro de 1914, na Primeira Batalha do Aisne em setembro de 1914 e na Batalha de Messines em outubro de 1914, bem como na Segunda Batalha de Ypres em abril de 1915, a Batalha do Somme no Outono de 1916 e a Batalha de Arras em abril de 1917 antes de participar da Batalha de Passchendaele no outono de 1917, a Batalha de La Lys em abril de 1918, o "Avanço em Flandres", a Segunda Batalha do Somme em agosto de 1918, as batalhas da Linha Hindenburg e o avanço final na Picardia.
O 2º Batalhão desembarcou em Le Havre como parte da 25ª Brigada da 8ª Divisão em novembro de 1914 para servir na Frente Ocidental. O batalhão entrou em ação na Batalha de Neuve Chapelle em março de 1915, na Batalha de Aubers Ridge em maio de 1915 e na Batalha do Somme no outono de 1916, bem como no avanço para a Linha Hindenburg, na Batalha de Pilckem Ridge em agosto de 1917 e a Batalha de Passchendaele no outono de 1917 antes de participar da Batalha de St Quentin em março de 1918, a Batalha de Rosieres em março de 1918, a Terceira Batalha de Aisne em maio de 1918, a Batalha de Scarpe em agosto de 1918 e o "Avanço Final em Artois".
O 3º Batalhão desembarcou em Saint-Nazaire como parte da 17ª Brigada da 6ª Divisão em setembro de 1914 para servir na Frente Ocidental. O batalhão entrou em ação na Batalha de Delville Wood em julho de 1916, na Batalha de Guillemont em setembro de 1916 e na Batalha de Vimy Ridge em abril de 1917, bem como na Batalha de Messines em junho de 1917, na Batalha de Passchendaele em outubro de 1917 e no Batalha de Cambrai em novembro de 1917 antes de participar da Segunda Batalha do Somme em agosto de 1918, a Batalha de Cambrai em outubro de 1918 e o "Avanço Final na Picardia".
O 4º Batalhão desembarcou em Le Havre como parte da 80ª Brigada da 27ª Divisão em dezembro de 1914 para o serviço na Frente Ocidental, mas mudou-se para Salonica em novembro de 1915.

##### Força territorial
O 18º Batalhão (Londres), o 19º Batalhão (Oeste), o 20º Batalhão (Norte), o 21º Batalhão (Midland), o 22º Batalhão (Wessex e Galês), o 23º Batalhão (Noroeste) e o 24º Batalhão (Condados Internos), foram todos, após o serviço além-mar, alocados em deveres de guarnição territorial em 1916.

##### Novos exércitos

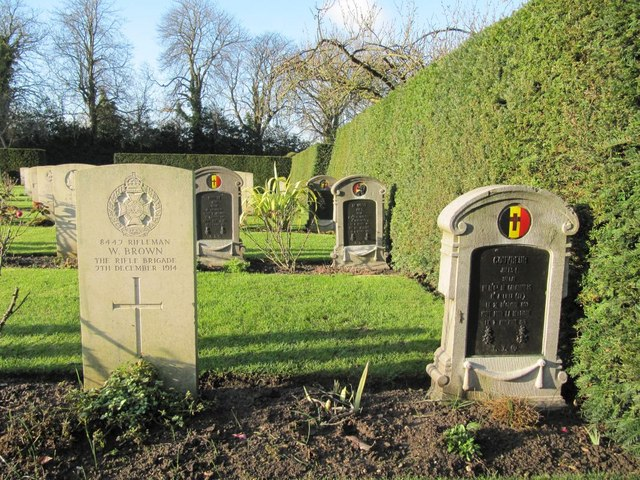
O túmulo do fuzileiro W Brown (à esquerda) da Rifle Brigade morto na Primeira Guerra Mundial.

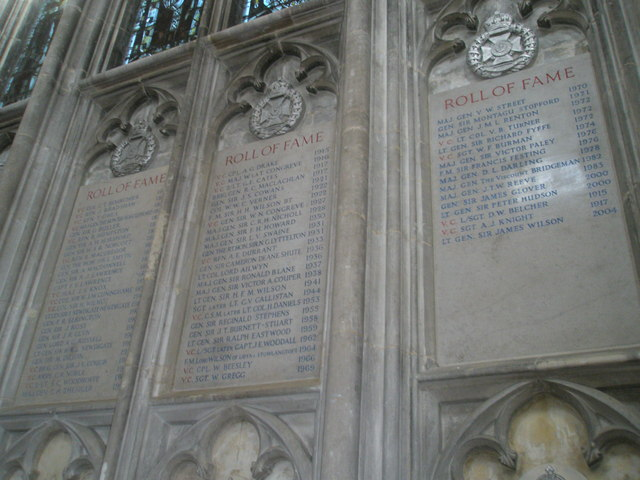
Lista da fama para membros da Rifle Brigade na parede norte da Catedral de Winchester.

O 7º Batalhão (de Serviço) e o 8º Batalhão (de Serviço) desembarcaram em Boulogne-sur-Mer como parte da 41ª Brigada da 14ª Divisão (Leve) em maio de 1915 para servir na Frente Ocidental. O 8º Batalhão participou da Segunda Batalha de Ypres, iniciada em 22 de abril de 1915 e da ação em Hooge em julho de 1915, onde viram o primeiro uso de lança-chamas pelos alemães. O segundo-tenente Sidney Woodroffe, do 8º Batalhão, foi condecorado com a "Victoria Cross" por suas ações nesta batalha. Os batalhões também entraram em ação na Segunda Batalha de Ypres, iniciada em abril de 1915, e em uma ação perto de La Brique, na Bélgica, onde o cabo Alfred George Drake, também do 8º Batalhão, foi condecorado postumamente com a "Victoria Cross" por suas ações em 23 de novembro de 1915. Os batalhões participaram da Batalha de Delville Wood em setembro de 1916, da Batalha de Flers-Courcelette em setembro de 1916 e do avanço para a Linha Hindenburg, bem como da Batalha de Arras em abril de 1917, da Batalha de Langemark em agosto de 1917 e a Batalha de Passchendaele em outubro de 1917 antes de tomar parte na Batalha de St Quentin em março de 1918 e na Batalha do Avre em abril de 1918.
O 9º Batalhão (de serviço) desembarcou em Boulogne-sur-Mer como parte da 42ª Brigada da 14ª Divisão (leve) em maio de 1915 para o serviço na Frente Ocidental e participou da maioria das mesmas batalhas que os 7º e 8º batalhões.
O 10º Batalhão (de Serviço) e o 11º Batalhão (de Serviço) desembarcaram em Boulogne-sur-Mer como parte da 59ª Brigada na 20ª Divisão (Ligeira) em julho de 1915 para o serviço na Frente Ocidental. Os batalhões entraram em ação na Batalha de Mont Sorrel em junho de 1916, na Batalha de Delville Wood em setembro de 1916 e na Batalha de Guillemont em setembro de 1916, bem como na Batalha de Flers-Courcelette em setembro de 1916, a Batalha de Morval em setembro de 1916 e a Batalha de Le Transloy em outubro de 1916 antes de participar do avanço para a Linha Hindenburg, a Batalha de Langemarck em agosto de 1917, a Batalha de Menin Road Ridge em setembro de 1917, a Batalha de Polygon Wood em setembro de 1917 e a Batalha de Cambrai em dezembro de 1917.
O 12º Batalhão (de Serviço) desembarcou em Boulogne-sur-Mer como parte da 60ª Brigada na 20ª Divisão (Ligeira) em julho de 1915 para o serviço na Frente Ocidental e participou na maioria das mesmas batalhas que os 10º e 11º batalhões.
O 13º Batalhão (de Serviço) desembarcou em Boulogne-sur-Mer como parte da 111ª Brigada na 37ª Divisão em julho de 1915 para o serviço na Frente Ocidental. O batalhão entrou em ação na Batalha de Loos em setembro de 1915, na Batalha do Somme no outono de 1916 e no avanço para a Linha Hindenburg, bem como na Batalha de Arras em abril de 1917, na Batalha de Passchendaele no outono de 1917 e na Batalha de Cambrai em novembro de 1917 antes de participar da Batalha de La Lys em abril de 1918, a Terceira Batalha de Aisne em maio de 1918, a Segunda Batalha do Somme em agosto de 1918, as Batalhas da Linha Hindenburg e o "Avanço Final na Picardia".
O 16º Batalhão (de Serviço) (St Pancras) desembarcou em Le Havre como parte da 117ª Brigada na 39ª Divisão em março de 1916 para o serviço na Frente Ocidental. O batalhão entrou em ação na Batalha do Somme no outono de 1916, na Batalha de Pilckem Ridge em agosto de 1917 e na Batalha de Langemarck em agosto de 1917, bem como na Batalha de Menin Road Ridge em setembro de 1917, a Batalha de Polygon Wood em Setembro de 1917 e a Segunda Batalha de Passchendaele em novembro de 1917 antes de tomar parte na Batalha de St Quentin em março de 1918 e na Segunda Batalha de Bapaume em agosto de 1918.

#### Atuação entre guerras

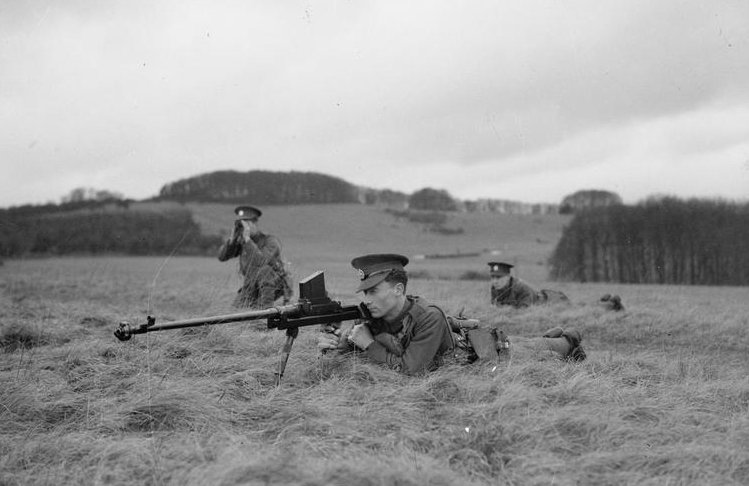
Soldado da Rifle Brigade se prepara para disparar um Rifle Antitanque Boys de .55 polegadas durante um exercício militar (1938).

Em outubro de 1922, o 2º Batalhão foi enviado para a Turquia como parte da resposta à Crise de Chanak, que se seguiu aos esforços turcos para expulsar os exércitos gregos da Turquia e restaurar o domínio turco nos territórios ocupados pelos Aliados da Turquia, principalmente em Constantinopla.

#### Segunda Guerra Mundial
O 1º Batalhão, Rifle Brigade, estava na Inglaterra no início da Segunda Guerra Mundial, originalmente parte do 1º Grupo de Apoio, parte da 1ª Divisão Blindada. No final de abril de 1940, porém, o batalhão foi transferido para a recém-criada 30ª Brigada de Infantaria e desembarcou na França no mês seguinte dentro da Força Expedicionária Britânica (BEF), mas foi perdido na defesa de Calais, onde a brigada retardou o avanço alemão e permitiu a evacuação de Dunquerque para prosseguir.
O batalhão foi reformado no Reino Unido e se tornou parte da 2ª Brigada Blindada da 1ª Divisão Blindada e participou de muitas batalhas na Campanha do Norte da África antes de ser transferido para a 22ª Brigada Blindada da 7ª Divisão Blindada em junho de 1942. Agora comandado pelo tenente-coronel Frederick Stephens, os quatro caças de 6 libras do 1º Batalhão foram creditados com a destruição de muitos tanques da 21ª Divisão Panzer na Batalha de Alam el Halfa em 31 de agosto de 1942. O 1º Batalhão posteriormente participou da Segunda Batalha de El Alamein e da Campanha da Tunísia até maio de 1943, quando a guerra no Norte da África terminou com a rendição de quase 250.000 soldados alemães e italianos. O batalhão, com o restante da 7ª Divisão Blindada, participou da invasão Aliada da Itália e das primeiras etapas da Campanha Italiana, em setembro de 1943, retornando à Inglaterra em janeiro de 1944 e participou da invasão da Normandia em junho 1944, passando a lutar durante toda a Campanha do Noroeste da Europa até o Dia da Vitória na Europa em maio de 1945, terminando a guerra em Hamburgo, Alemanha, e comandado pelo Tenente Coronel AGV Paley.

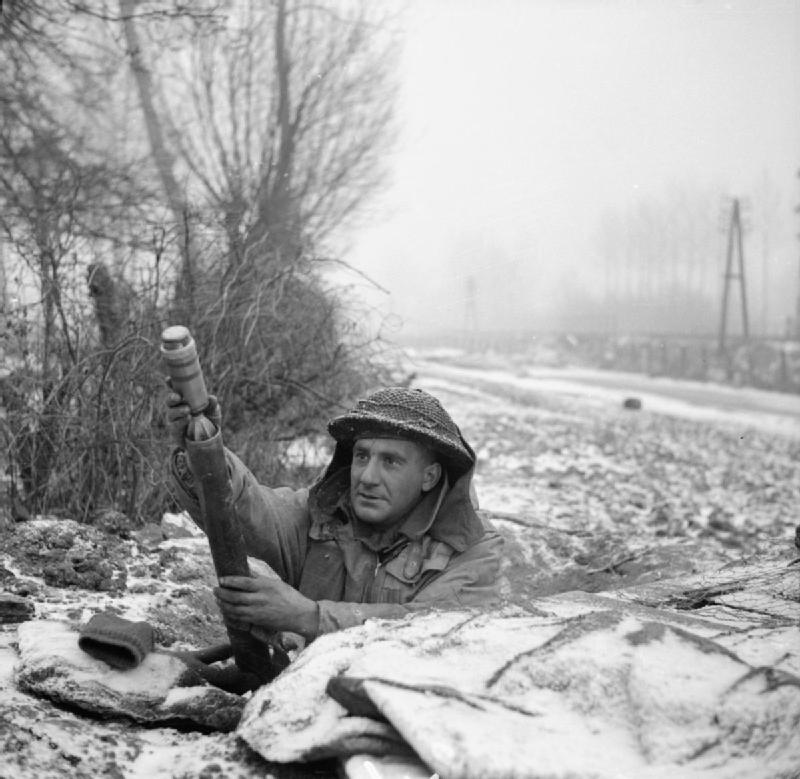
Soldado do 1º Batalhão, a Rifle Brigade, 7ª Divisão Blindada, disparando um morteiro de 2 polegadas de um abrigo, 31 de dezembro de 1944.

Com a eclosão da guerra, o 2º Batalhão, comandado desde julho de 1938 pelo Tenente Coronel Edward Williams, estava estacionado na Palestina como parte da 14ª Brigada de Infantaria da 8ª Divisão de Infantaria. O batalhão, então comandado pelo Tenente Coronel James Renton, mais tarde lutou com distinção como parte da 7ª Brigada Motorizada na 1ª Divisão Blindada na Campanha do Deserto Ocidental, especialmente na ação "Snipe" durante a Segunda Batalha de El Alamein em outubro de 1942, quando os quatro batalhões de 6 libras do batalhão, apoiados por uma bateria antitanque de 6 libras da Artilharia Real, nocautearam mais de 50 tanques alemães e italianos em uma longa batalha. O tenente-coronel Victor Buller Turner, comandando o batalhão nesta época, recebeu a Victoria Cross por suas ações lutando com as armas. Comandado pelo Tenente Coronel Thomas Pearson, o batalhão, ao lado do 1º Batalhão, continuou a desempenhar um papel de destaque nas fases finais da Campanha da Tunísia. Em setembro de 1943 o batalhão foi transferido para a 7ª Brigada Blindada da 10ª Divisão Blindada, permanecendo com essa formação no Norte da África até maio de 1944, quando foi transferido para a 61ª Brigada de Infantaria Rodoviária da 6ª Divisão Blindada para serviço na Campanha Italiana, vendo ação na Quarta e última batalha de Monte Cassino, a Linha Gótica e a ofensiva da Primavera de 1945 na Itália, que pôs fim à guerra na Itália no início de maio de 1945.
O 7º Batalhão foi formado pela redesignação do 1º Batalhão da Brigada de Fuzileiros de Londres em janeiro de 1941. O batalhão passou a fazer parte da 23ª Brigada Blindada, então servindo na 8ª Divisão Blindada, e foi enviado com a divisão para o Egito em julho de 1942, onde desempenhou um papel na Primeira Batalha de El Alamein antes, no mês seguinte, se tornando parte da 7ª Brigada Motorizada, integrante da 1ª Divisão Blindada. Mais tarde, foi transferido para a 9ª Brigada Blindada independente e, finalmente, para a 61ª Brigada de Infantaria Lorried e foi engajada em toda a Campanha Italiana de maio de 1944 em diante, comandada pelo Tenente Coronel Douglas Darling.
O 8º Batalhão, Brigada de Rifle foi formado no início de janeiro de 1941 pela redesignação do 2º Batalhão, London Rifle Brigade, passou a maior parte de sua existência no Reino Unido e participou da invasão da Normandia em junho de 1944, como parte do 29º Brigada Blindada na 11ª Divisão Blindada, e entrou em ação na Campanha do Noroeste da Europa.
O 9º Batalhão foi criado no final de maio de 1941 pela reformulação do 1º Batalhão, Tower Hamlet Rifles. O batalhão fez parte do 2º Grupo de Apoio da 2ª Divisão Blindada e depois da 200ª Brigada de Guardas até junho de 1942. O 9º serviu mais tarde com a 4ª Brigada Blindada na 7ª Divisão Blindada e participou da Batalha de Gazala em maio de 1942 durante a Campanha do Norte da África antes de ser dissolvida em agosto de 1942.
O 10º Batalhão foi formado em 1941 pela redesignação do 2º Batalhão, Tower Hamlet Rifles e transferido para a 26ª Brigada Blindada da 6ª Divisão Blindada. O batalhão, comandado pelo Tenente Coronel Adrian Gore, prestou serviço na Divisão da Tunísia no final de 1942 e 1943 antes, em maio de 1944, sendo transferido para a 61ª Brigada de Infantaria de Caminhões, comandada pelo Brigadeiro Adrian Gore, servindo ao lado dos 2º e 7º Batalhões em a campanha italiana. No entanto, o batalhão foi dissolvido no final de março de 1945, a maioria do pessoal foi enviado para o 2º Batalhão.

#### Pós-Segunda Guerra Mundial
A partir da primavera de 1946, vários subalternos excedentes da "Rifle Brigade" foram transferidos para a "T-Force" No. 1, uma unidade do Exército Britânico que estava ativa no Ruhr. Seu papel era realizar o trabalho de reparação, evacuando o equipamento militar e industrial necessário para reconstruir a indústria britânica. O 1º Batalhão serviu na Revolta dos Mau-Mau no Quênia em 1954 e na Emergência Malaia em 1956.

#### Unificações
O 1º Batalhão foi renomeado como "3º Green Jackets, The Rifle Brigade" em 1958 e foi unificado com o "1st Green Jackets (43rd and 52nd)" e o "King's Royal Rifle Corps" para formar os "Royal Green Jackets" em 1 de janeiro de 1966.

## Regimental museum
A coleção regimental é mantida pelo Royal Green Jackets (Rifles) Museum, que fica no "Peninsula Barracks" em Winchester.

## Méritos em batalha

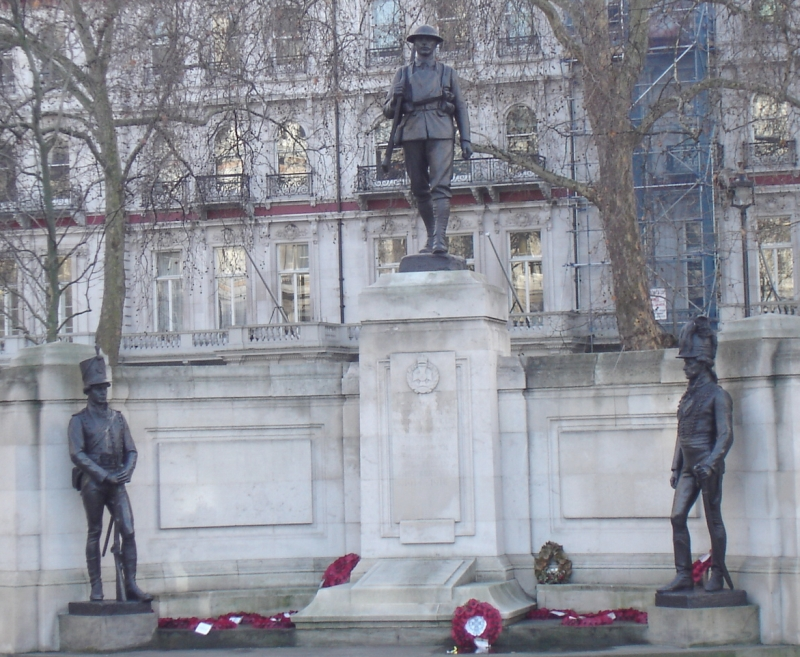
O Rifle Brigade War Memorial em Londres.

O regimento recebeu as seguintes honras de batalha:
- Copenhagen, Monte Video, Rolica, Vimiera, Corunna, Busaco, Barrosa, Fuentes d'Onor, Ciudad Rodrigo, Badajoz, Salamanca, Vittoria, Pyrenees, Nivelle, Nive, Orthes, Toulouse, Peninsula, Waterloo, South Africa 1846–47, South Africa 1851-2-3, Alma, Inkerman, Sevastopol, Lucknow, Ashantee 1873–74, Ali Masjid, Afghanistan 1878–79, Burma 1885–87, Khartoum, Defence of Ladysmith, Relief of Ladysmith, South Africa 1899–1902
- Primeira Guerra Mundial (21 battalions):  Le Cateau, Retirada de Mons, Marne 1914, Aisne 1914 '18, Armentières 1914, Neuve Chapelle, Ypres 1915 '17, Gravenstafel, St. Julien, Frezenberg, Bellewaarde, Aubers, Hooge 1915, Somme 1916 '18, Albert 1916 '18, Bazentin, Delville Wood, Guillemont, Flers-Courcelette, Morval, Le Transloy, Ancre Heights, Ancre 1916 '18, Arras 1917 '18, Vimy 1917, Scarpe 1917 '18, Arleux, Messines 1917, Pilckem, Langemarck 1917, Menin Road, Polygon Wood, Broodseinde, Poelcappelle, Passchendaele, Cambrai 1917 '18, St. Quentin, Rosières, Avre, Villers Bretonneux, Lys, Hazebrouck, Béthune, Drocourt-Quéant, Hindenburg Line, Havrincourt, Canal du Nord, Selle, Valenciennes, Sambre, França e Flanders 1914–18, Macedonia 1915–18
- Segunda Guerra Mundial: Calais 1940, Villers Bocage, Odon, Bourguébus Ridge, Mont Pincon, Le Perier Ridge, Falaise, Antwerp, Hechtel, Nederrijn, Lower Maas, Roer, Leese, Aller, Noroeste da Europa 1940 '44–45, Egyptian Frontier 1940, Beda Fomm, Mersa el Brega, Agedabia, Derna Aerodrome, Tobruk 1941, Sidi Rezegh 1941, Chor es Sufan, Saunnu, Gazala, Knightsbridge, Defesa da Linha de Alamein, Ruweisat, Alam el Halfa, El Alamein, Tebaga Gap, Medjez el Bab, Kassarine, Thala, Fondouk, Fondouk Pass, El Kourzia, Djebel Kournine, Tunis, Hammam Lif, Norte da África 1940–43, Cardito, Cassino II, Liri Valley, Melfa Crossing, Monte Rotondo, Capture of Perugia, Monte Malbe, Arezzo, Advance to Florence, Gothic Line, Orsara, Tossigniano, Argenta Gap, Fossa Sembalina, Itália 1943–45

## Membros notáveis
- James Fullarton
- Sir Harry Smith, 1st Baronet – Oficial do 95º em Badajoz and Waterloo.
- Major-General Sir Henry Havelock – Oficial do 95º, mais tarde proeminente na Índia.
- Thomas Sydney Beckwith – Oficial do 95º, serviu na Guerra Peninsular.
- John Baird – Rifleman e revolucionário.
- William Green – Rifleman e autor.
- Benjamin Randell Harris – Rifleman e autor.
- Rowland Fraser, Predefinição:Nrut jogador de rugby, morto enquanto servia na brigada.
- David Niven – Tenente e ator.